# 西直门北大街
39°56′50″N 116°21′00″E / 39.94726°N 116.35009°E
西直门北大街是一条位于北京市海淀区的道路，南北走向。

## 简介
该路南起与西直门外大街、西直门内大街、德胜门西大街相交的西直门桥，与西直门南大街相连，北至与学院南路相交的明光桥，与西土城路相连。全长1436米。始建于1952年，1984年扩建至23米宽。